# Tollan-Xicocotitlan
Tollan-Xicocotitlan (en náhuatl clásico: Tōllān Xīcohcotitlan, AFI: [ˈtoːlːaːn̥ ʃiːkohkoˈtit͡ɬan̥], «Lugar de tules-Cerca del lugar de los jicotes», «Gran Ciudad cerca del cerro Xicoco»)—conocida como Tula, forma castellanizada de Tollan— fue la capital del Estado tolteca, que se desarrolló en el centro de México durante el período posclásico temprano de Mesoamérica. En esta ciudad estaba asentado el principal poder político de los valles de México y Puebla-Tlaxcala entre los siglos X y XII de nuestra era.
Su influencia alcanzaba lugares tan distantes como la península de Yucatán, El Salvador, Honduras y Nicaragua. No debe confundirse con el sitio mitológico denominado Tōllān, cuya identificación con Tollan-Xicocotitlan ha sido puesta en duda en textos recientes.
Los restos de esta ciudad precolombina se localizan en el municipio de Tula de Allende, al sur del estado de Hidalgo (México), y forman parte del parque nacional Tula.

## Localización

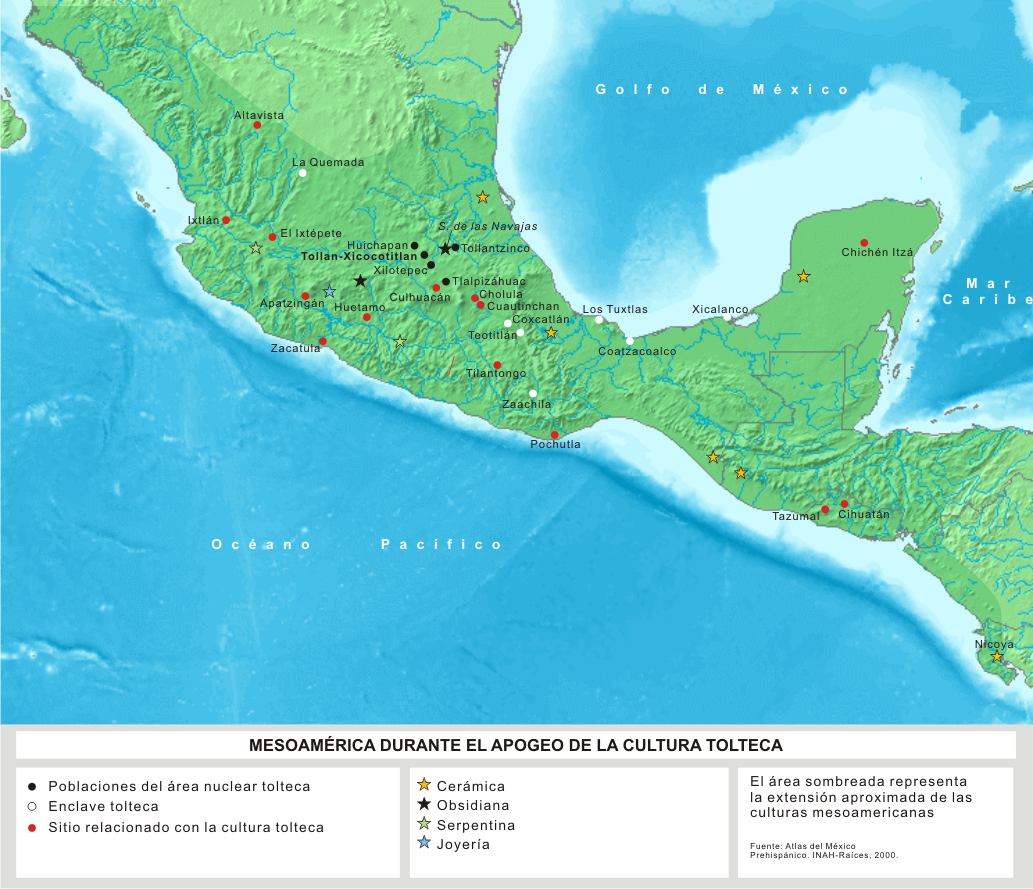
Tollan-Xicocotitlan en el mundo posclásico mesoamericano.

Tollan-Xicocotitlan se localiza en un valle de clima templado, irrigado por el río Tula. El centro de la ciudad precolombina se ubicó muy cerca de la confluencia de este río con el Rosas. Algunos rasgos importantes del relieve de la región son los cerros Magoni, Xicuco, Moctezuma, Bojay y la sierra de Tezontlalpa. Se ha señalado que para cuando los grupos que dieron origen a la cultura tolteca, la región estaba poblada por otomíes, grupo étnico que actualmente constituye el principal elemento demográfico indígena en la zona, y del que sobreviven gran cantidad de topónimos en la región de Tula.
La región donde se edificó la capital tolteca tiene un clima semiseco. Sin embargo, la presencia del río Tula permitió el desarrollo de una agricultura productiva. Por otra parte, la ciudad estaba ubicada, de modo estratégico, en medio de yacimientos de obsidiana (como la Sierra de las Navajas), de alabastro y otros minerales. Por su posición geográfica, Tollan-Xicocotitlan se convirtió en un importante nodo de las rutas de la turquesa, proveniente del Norte de Mesoamérica, y de la región de Cañón del Chaco (en el actual territorio de Nuevo México).

## Historia

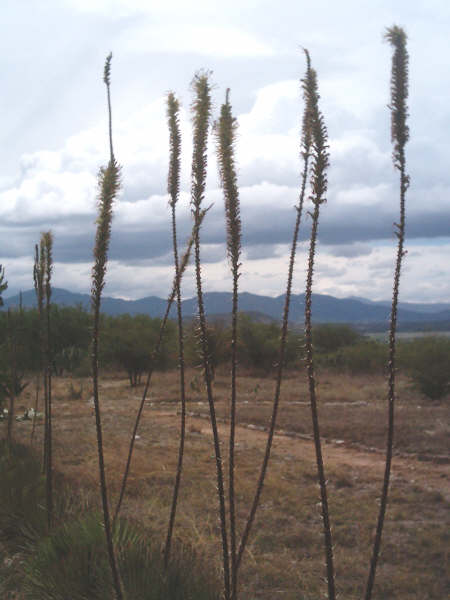
Lechuguillas en la zona arqueológica de Tula.

### Inicios de la ciudad
Las primeras evidencias de la ocupación del emplazamiento de Tollan-Xicocotitlan corresponden al final del Período Clásico Temprano (ss. II-VIII d. C.). Por esta época, la ciudad de Teotihuacán —principal centro político y económico del centro de Mesoamérica— iniciaba su proceso de decadencia, cediendo su hegemonía a otras ciudades-Estado que florecieron durante el epiclásico. En el valle del río Tula se desarrollaban a la sazón pequeños asentamientos donde se han encontrado piezas correspondientes a la cultura Coyotlatelco. Entre estos asentamientos se encuentran Chingú, El Águila, Magoni, y Atitalaquia. 
A partir del ocaso de Teotihuacán, varias ciudades del centro de México ocuparon el vacío de poder dejado por la metrópoli. Al mismo tiempo, fue el período por el que dieron inicio las migraciones de pueblos nonoalcas y otros de habla uto-azteca a la región. Entre estos últimos se encontraban los que, en unión con otros pueblos ya establecidos en el Altiplano Central mexicano, habrían de dar lugar a la cultura tolteca, que tuvo su centro en Tollan-Xicocotitlan.
Hacia mediados del siglo VII de nuestra era, se inició la construcción del primer núcleo urbano en Tollan-Xicocotitlan, conocido como Tula Chico. Por este período aparecen en la ciudad las primeras alusiones iconográficas al culto a Quetzalcóatl, asociado con el planeta Venus. En Tula Chico se han encontrado restos arqueológicos de objetos relacionados con el complejo cerámico de Coyotlatelco. Se calcula que por el siglo VIII, una variación local del estilo Coyotlatelco se encontraba bien definida. A partir de ese momento inicia la Fase Corral de la historia de la capital tolteca, que concluyó hacia final del siglo IX con el gradual abandono e incendio de los edificios de Tula Chico.
Las crónicas indígenas recogidas por los misioneros al principio de la época colonial hablaban de un enfrentamiento entre Quetzalcóatl y Tezcatlipoca por el control de Tollan. Aunque en ocasiones se consideró que este relato era solo un mito, las evidencias arqueológicas y la revisión de las fuentes históricas han puesto de manifiesto que verdaderamente hubo una disputa interna en Tollan-Xicocotitlan. Una de las facciones estaba liderada por Ce Ácatl Topiltzin Quetzalcóatl (del náhuatl: Uno Caña, Nuestro Señor Serpiente Emplumada), que terminó siendo expulsado de Tollan-Xicocotitlan por los seguidores del culto a Tezcatlipoca. El conflicto político en la ciudad pudo haber tenido lugar durante la Fase Corral o al principio de la Fase Tollan (ss. X-XII d. C.).

### Apogeo

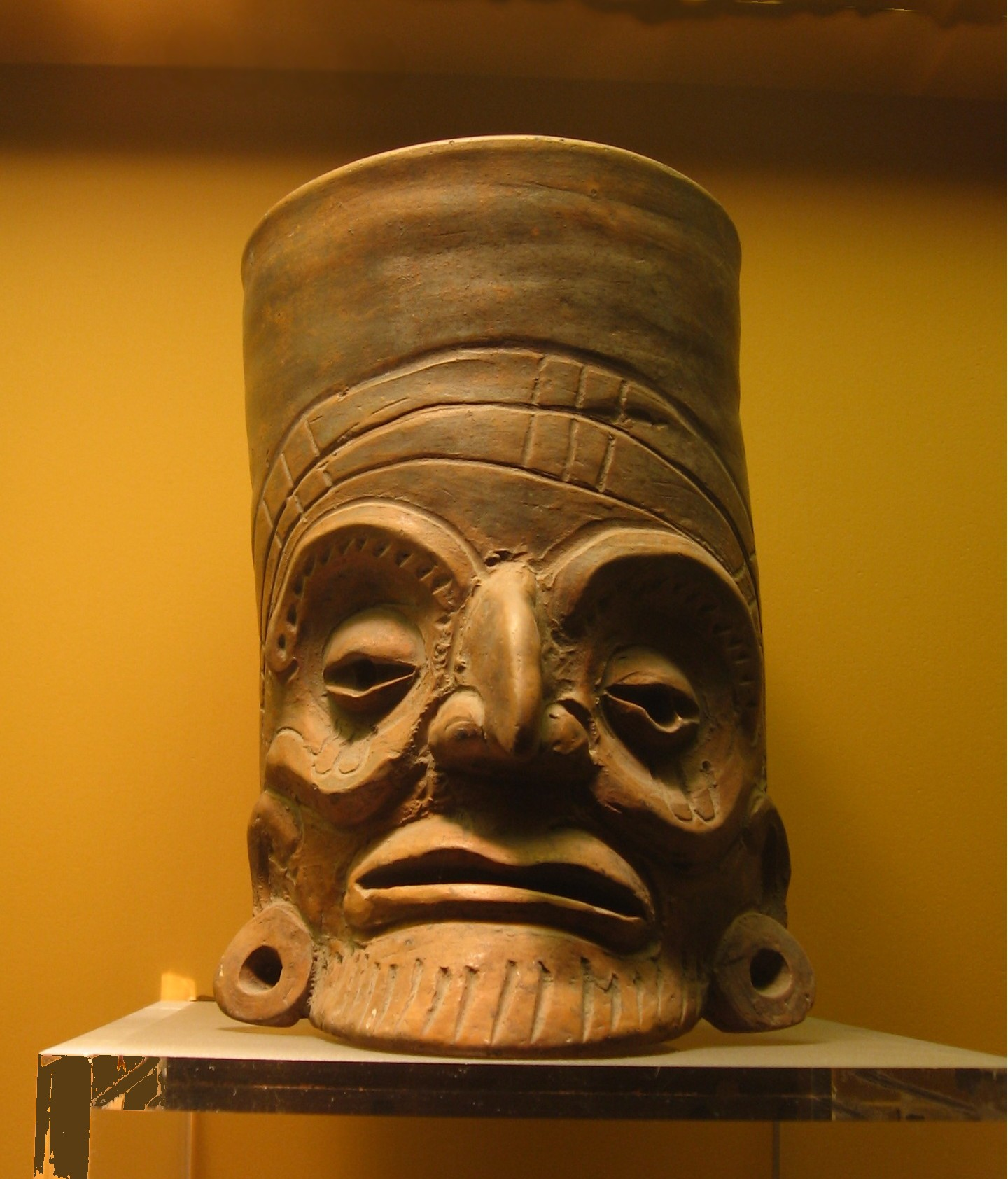
Vaso-efigie tipo Tohil plomizo.

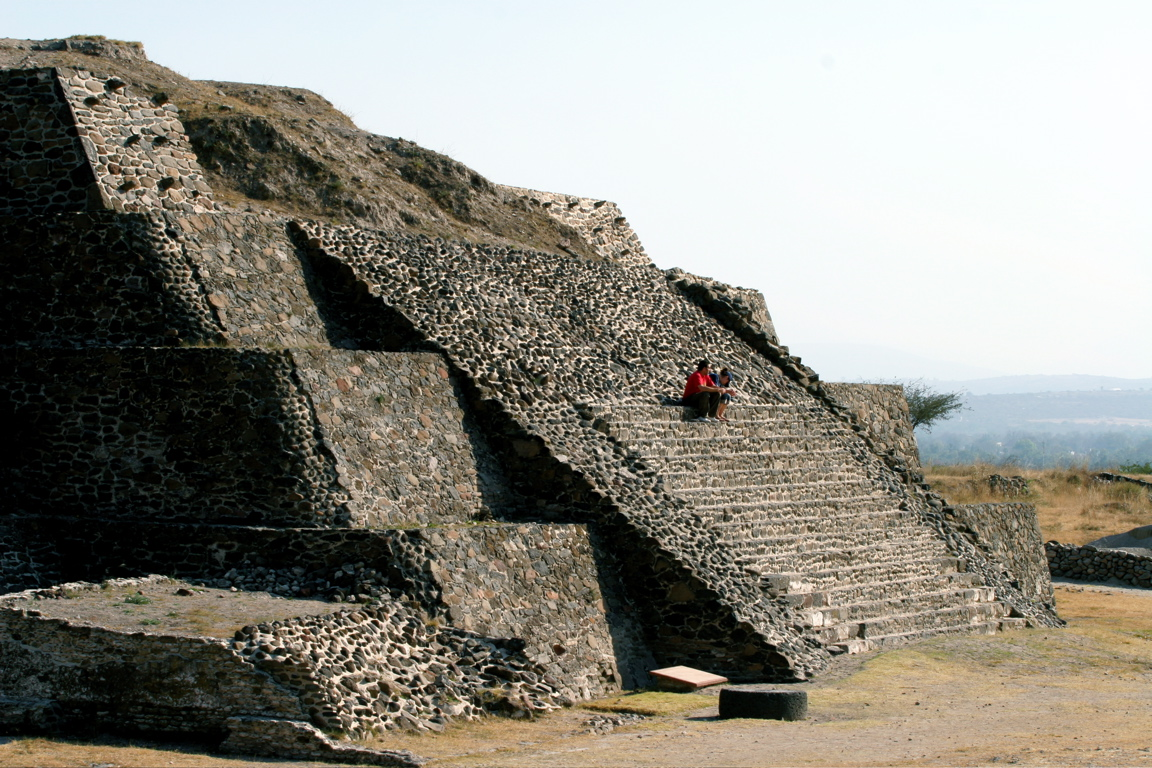
Pirámide C en el centro ceremonial de Tula.

Fue justamente durante la Fase Tollan cuando la ciudad tuvo su mayor apogeo. Durante esta época se construyó un nuevo centro cívico-religioso. Este corresponde al llamado Tula Grande, que reprodujo la distribución de los edificios de Tula Chico, que no volvió a ser ocupado nuevamente como centro administrativo. A lo largo de la fase Tollan, la ciudad de Tollan-Xicocotitlan ocupó la posición como principal centro político, militar y comercial del centro de Mesoamérica. La tolteca se convirtió en una sociedad multiétnica, que desarrolló expresiones artísticas particulares a partir de la integración de elementos culturales provenientes de diversas regiones de Mesoamérica. El gran poder de la élite de Tollan-Xicocotitlan le permitió importar productos preciosos, como la turquesa oasisamericana o productos de cerámica de lugares tan distantes como Nicoya (Costa Rica). 
Al igual que los teotihuacanos durante su período de apogeo, los habitantes de Tollan-Xicocotitlan aprovecharon los yacimientos de cal localizados al sur del emplazamiento de la ciudad (cerca del antiguo Chingú). Del comercio de cal —indispensable para la construcción y en la cocina mesoamericana precolombina— los toltecas obtenían buena parte de sus recursos económicos. No menos importantes eran los yacimientos de basalto y riolita de Magoni y la obsidiana de la Sierra de las Navajas. De esta formación montañosa salió el 80% del total de la obsidiana manufacturada por Tula, en tanto que el resto pudo provenir de Zinapécuaro (Michoacán). Por su parte, los toltecas importaban productos de otras regiones. Entre los restos de la ciudad se han encontrado muestras de cerámica Tohil Plomiza, de Guatemala y el Soconusco, así como cerámica Anaranjado Fino, del sur de Veracruz. Otros productos que obtenían los toltecas de regiones lejanas de Mesoamérica son el cacao (Chiapas y Guatemala), serpentina (Depresión del Balsas), turquesa (Oasisamérica) y ónix (Puebla).
Durante la Fase Tollan, la ciudad debió alcanzar su mayor extensión y población. Algunos autores calculan la superficie urbana de Tollan-Xicocotitlan entre 5 y 16 km² para esa época, con una población de entre 16 mil y 55 mil habitantes. Durante esta fase debió consolidarse el espacio monumental que constituye la actual zona arqueológica de Tula, consistente en dos grandes basamentos piramidales, dos canchas para el juego de pelota y varios palacios que pudieron ser ocupados por la élite tolteca. Por esta época, Tollan-Xicocotitlan se convirtió no solo en el corazón de las redes comerciales mesoamericanas. Además, fue sede de una élite militarista-teocrática que impuso su dominio en varias partes de Mesoamérica, fuera por conquista militar, por alianza política o por el establecimiento de colonias en sitios estratégicos.

### Decadencia

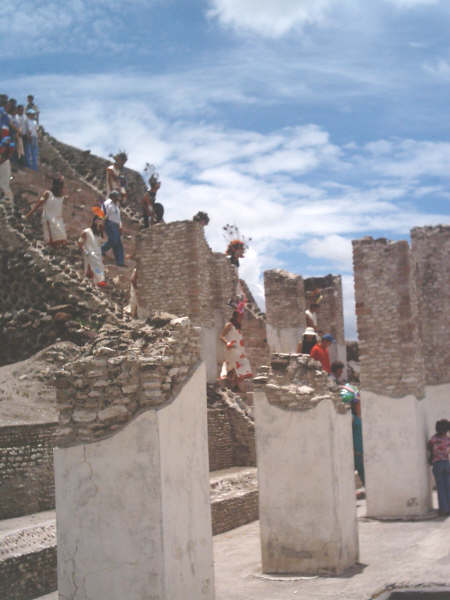
Vista de la escalinata de la Pirámide B desde el Palacio Quemado.

El ocaso de Tollan-Xicocotitlan inicia hacia mediados del siglo XII, y es un proceso que coincide con la llamada Fase Fuego. Durante los dos siglos que duró esta etapa de la historia precolombina de la ciudad, fueron incendiados los edificios principales del centro administrativo. La reconstrucción histórica que hiciera el arqueólogo Jorge Acosta fue el de un evento catastrófico de saqueo e incendio de la ciudad, debido la invasión de grupos mexicas. Este final catastrófico llevó durante mucho tiempo a pensar que hubo una considerable reducción de la población de la zona urbana y de toda la región a raíz del colapso de la ciudad, el cual produciría un caos económico en la región que dispersó una gran parte de la densa población que habitó en tiempos toltecas.
En la actualidad, sin embargo, gracias a los estudios de Juan Yadeun en el área urbana sabemos que en Tula no solo no ocurrió un “despoblamiento catastrófico", sino que hubo una continuidad demográfica. En la región de Tula se reporta que existe una alta continuidad entre los asentamiento de las ocupaciones Tollan y aquellas de la fase Palacio que nos lleva a reflexionar que el cambio cualitativo de la época tolteca al azteca tardío ocurriría sin un despoblamiento entre ellos. Es probable que las razones de este proceso de declinación fueran de orden interno, así como otros factores externos, particularmente una crisis política en el sector de gobierno.
La caída de la capital tolteca estuvo asociada con el agotamiento de un sistema político ampliamente extendido en Mesoamérica durante el florecimiento de la ciudad, donde la asociación entre la Tollan mítica y la figura de la Serpiente Emplumada sirvieron como medio de legitimación de la élite hegemónica en varias partes del territorio actual de México y Centroamérica. En Tula, esto se tradujo en una serie de disputas entre grupos que pugnaban por la dominación de la ciudad, lo que terminó arruinándola. Los restos de uno de los edificios más importantes, el Palacio Quemado, toma su nombre actual de los indicios arqueológicos que prueban que fue incendiado. Aunque estudios recientes apuntan que la mayor parte de las edificaciones administrativas, como los templos, los templos de barrio y las áreas de consejo, fueron incendiados como parte de un ritual de terminación.
En la región adyacente a Tula ocurrió lo mismo. Así, por ejemplo, en el norte de la Cuenca de México, región importante bajo el control de Tula, ocurre el abandonados de centros provinciales como San Miguel Eyacalco, un extenso y complejo asentamiento mediante el cual Tula mantenía el control de la zona de los llanos de Pachuca. Centros provinciales, como Apazco, también desaparecen, mientras otros como Santa María, Mesa la Ahumada y El Pedregal, tienen una despoblamiento casi total. No obstante, la mayor parte de las aldeas y pequeños caseríos se continúan ocupando en esta zona sin que ocurra un aparente abandono. Lo anterior indica que hubo una alto grado de continuidad demográfica, de alrededor del 60% de la población, tras la caída de Tula, sin que podamos pensar que el colapso de Tollan tuviera como consecuencia un vacío demográfico a nivel regional.
Tras el colapso político del Estado tolteca, varios de los linajes de gobierno de la ciudad iniciaron un éxodo que los llevó a establecerse en otras partes de Mesoamérica. Algunos se establecieron en Colhuacán, donde establecieron un señorío importante que dominó el sur del Valle de México. A la postre, la élite de Culhuacán dio a los mexicas su primer tlatoani, que reclamaba como base de su legitimidad su ascendencia tolteca. A pesar del éxodo masivo de población, Tollan-Xicocotitlan nunca fue abandonada completamente, y siguió siendo una población importante en su región, aunque nunca comparable con su época de florecimiento.
Durante la Fase Palacio (1350-1450), la ciudad fue ocupada por grupos mexicas. Estos realizaron nuevas construcciones de uso habitacional en el Palacio Quemado, la estructura K y otras estructuras abandonadas. Se sabe que hacia 1422, los tlatelolcas hicieron una expedición a los restos de la antigua capital tolteca, y que grupos mexicas realizaron una representación del rey Quetzalcóatl en el cerro Malinche. Además, fueron varios los monumentos de origen tolteca que fueron trasladados de la antigua ciudad hacia México-Tenochtitlan. En suma, para los mexicas, la capital tolteca siguió siendo un importante punto de referencia política. 
Tras la conquista española, se construyó en la región una nueva población que tomó su nombre de la antigua ciudad, aunque castellanizándolo. Esta población corresponde a la actual Tula de Allende. En las inmediaciones de la zona arqueológica de Tula se encuentran los restos de una construcción de aquellos primeros años de la Colonia, que corresponden a la última fase arqueológica de Tula, conocida como Tesoro.

## Exploraciones arqueológicas
La primera descripción especializada de las ruinas de Tula fue realizada por Antonio García Cubas en 1873, de la Sociedad Mexicana de Geografía e Historia. Las primeras exploraciones arqueológicas fueron realizadas en la década de 1880 por el anticuario francés Désiré Charnay, mismas que publicó en su libro Les anciennes villes du Noveau Monde, donde describe e ilustra algunos edificios y monumentos de la capital tolteca. Fue el mismo Charnay quien después de sus exploraciones por la República Mexicana propuso la relación que existió entre Tula y Chichén Itzá.
Fue hasta el año de 1940 que se inicia el proyecto de exploración más importante hasta el momento encabezado por Jorge Acosta del Instituto Nacional de Antropología e Historia (INAH), durante veinte años se descubrieron los restos de los templos y palacios más importantes de Tula, entre ellos: el Templo de Tlahuizcalpantecuhtli, la Pirámide “C”, el Palacio Quemado, el Coatepantli (muro de las serpientes), el juego de pelota número 1 y un edificio conocido como El Corral en la zona denominada Tula Chico.
En un pozo de saqueo ubicado sobre el templo de Tlahuizcalpantecuhtli se localizaron las columnas y atlantes que sostenían el techo de este edificio. En la década de 1970, el mismo INAH, en colaboración con la Universidad de Misuri-Columbia, realizó una exploración más intensiva. En la década de los noventa siguieron varios proyectos de excavación y restauración a cargo de los arqueólogos Robert Cobean y Guadalupe Mastache.
La zona denominada Tula Grande es la única abierta al público, sin embargo también se puede visitar el Museo Arqueológico Jorge R. Acosta donde se exponen algunos hallazgos importantes de la región de los llanos de Tula.

## Zona arqueológica
Los restos de Tollan-Xicocotitlan constituyen la zona arqueológica de Tula, a unos diez minutos en autobús desde el centro de Tula de Allende. A su vez, el yacimiento arqueológico forma parte del parque nacional Tula, que es un área natural protegida. Dos son los complejos arquitectónicos que constituyen el principal atractivo de Tula. El más importante es el conocido como Tula Grande, que comprende las estructuras mayores de la ciudad, correspondientes a la Fase Tollan. Tula Chico se localiza a kilómetro y medio cinco al noreste, y está integrado por una plaza y otros edificios que fueron el núcleo a partir del cual creció la capital de los toltecas. Otros conjuntos explorados en la zona arqueológica son El Cielito y La Salitrera, así como algunas secciones de la zona habitacional destinada a las clases bajas de la sociedad tolteca.

### Tula Chico

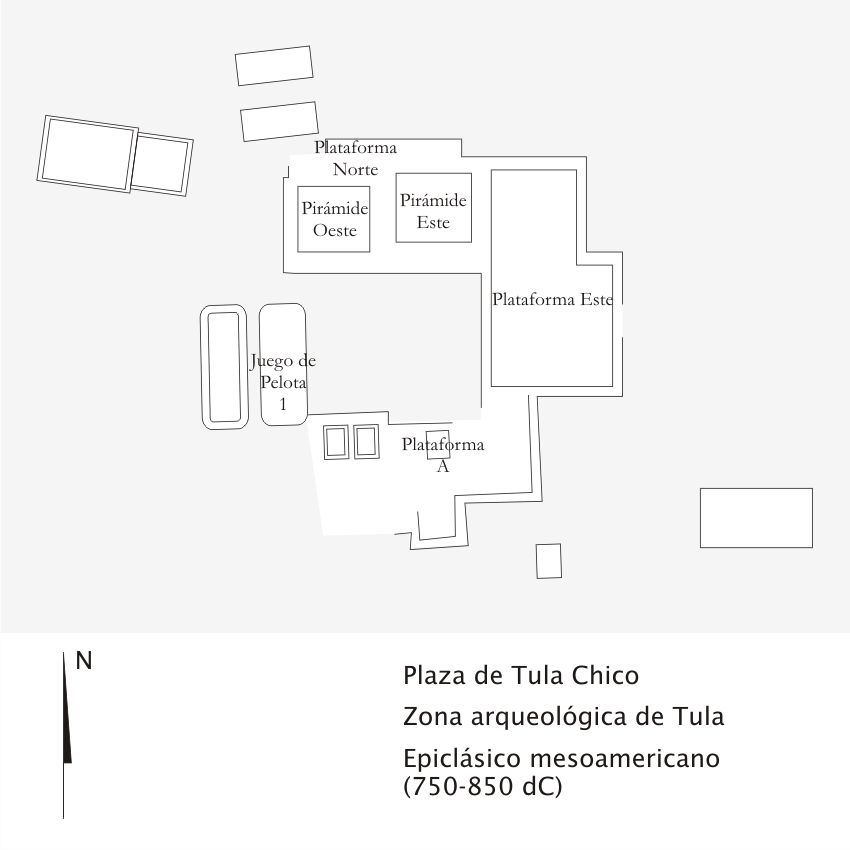
Plano de Tula Chico.

Tula Chico fue el núcleo a partir del cual se desarrolló la ciudad de Tollan-Xicocotitlan. Su desarrollo está relacionado con la cultura Coyotlatelco —documentada también en Teotihuacán por la misma época—, que parece haber sido originada por la incorporación de ciertos rasgos de los pueblos del Norte de Mesoamérica en la cultura de los habitantes del Centro. Algunos de estos elementos incluyen cierta iconografía alusiva a dioses celestes y la manufactura de una cerámica radicalmente novedosa en las poblaciones del sur de la Altiplanicie Mexicana. 
El conjunto arquitectónico de Tula Chico tiene su origen en el Epiclásico, cuando Tollan era una pequeña ciudad de hasta seis kilómetros de superficie. Tula Chico posee una plaza alrededor de la que se encuentran distribuidos los principales edificios del conjunto. La Plataforma Norte alberga las dos principales edificaciones religiosas, conocidas como Pirámides Este y Oeste. Además, esta plataforma contiene los restos de una sala hipóstila que guarda semejanza con el Palacio Quemado de Tula Grande. Tanto en las salas de la Plataforma Norte como en las de la Plataforma Este se han encontrado relieves que probablemente representen a los nobles de la ciudad, muertos en batalla. Estos monumentos se muestran evidencia de que la ocupación de Tula Chico concluyó con la destrucción del conjunto por incendio hacia el final del Epiclásico (s. IX d. C.).

### Tula Grande
La construcción de un segundo complejo monumental —conocido como Tula Grande— implicó la introducción de ciertas innovaciones arquitectónicas desconocidas en Mesoamérica. Aunque los dos edificios más sobresalientes del conjunto siguen el modelo clásico de las plataformas pirámidales compuestas por módulos superpuestos de talud-tablero, otros presentan elementos que no eran muy comunes en Mesoamérica antes del apogeo de la cultura tolteca. 

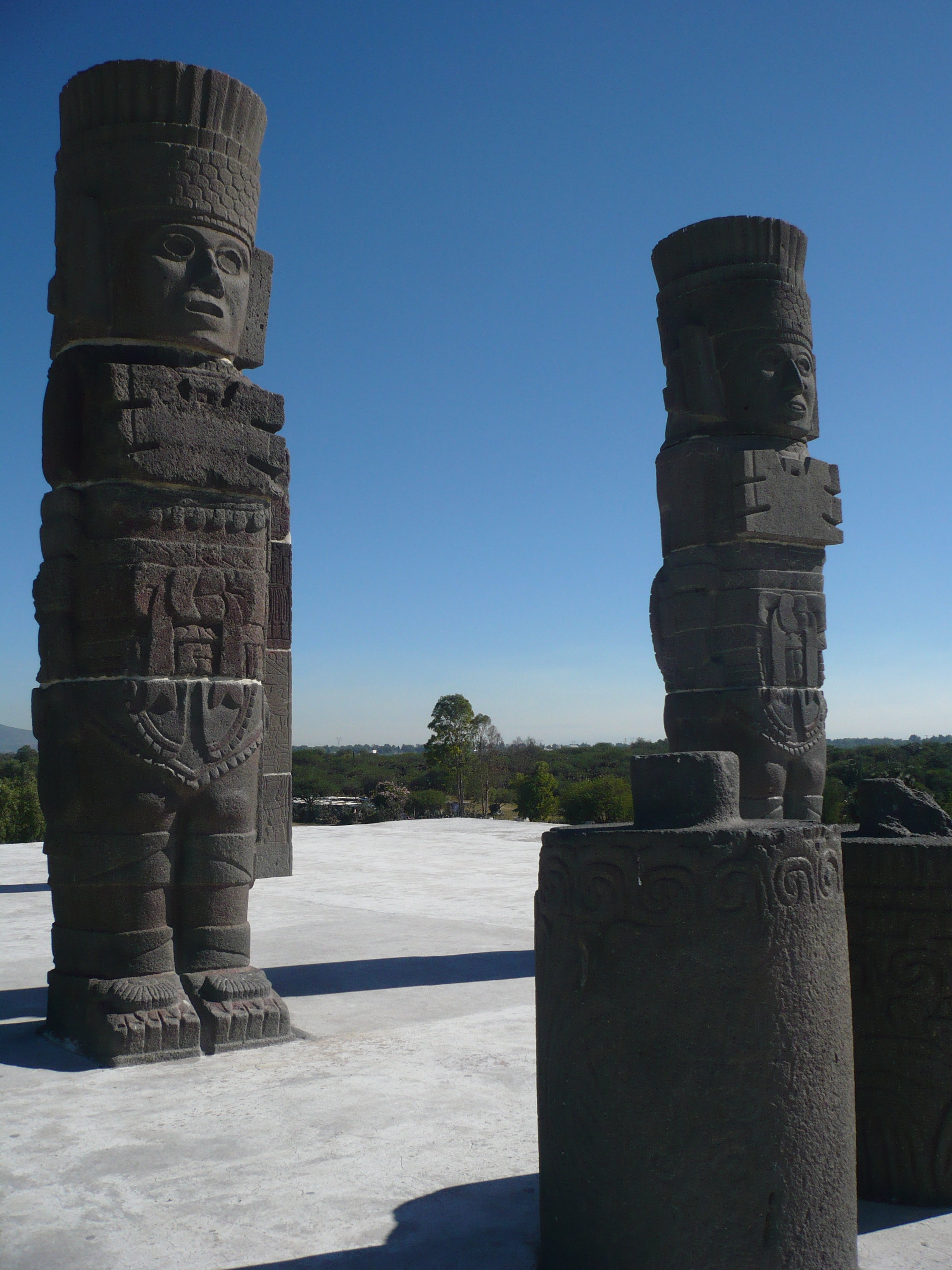
Atlantes de Tula, Hidalgo.

Por ejemplo, el Palacio Quemado e incluso el templo que coronaba la Pirámide B, son ambas construcciones cuyos techos eran sostenidos por pilares. Las columnatas eran prácticamente desconocidas en el Centro de Mesoamérica antes del siglo IX, pero eran comunes en las construcciones mayas así como en el Norte, según muestran los restos de La Quemada. Las columnas de las construcciones de Tula Grande son de dos tipos: unas eran confeccionadas con mampostería —como en el caso del Palacio Quemado—, y las otras, mediante la superposición de grandes módulos de roca —como las columnas serpentinas y los Atlantes de la Pirámide B—.
Los toltecas también emplearon clavos arquitectónicos en sus construcciones. Ejemplo de ello es la Pirámide C de Tula Grande, cuya superficie, despojada de sus revestimientos, muestran la presencia de unas salientes de piedra que debieron servir para sostener los tableros labrados que la recubrieron. Son tantas las similitudes entre la disposición urbanística de Tula Grande y Chichén Itzá, tantos los elementos inconográficos que comparten ambas metrópolis contemporáneas, que desde las exploraciones de Désiré Charnay en el siglo XIX ha tenido un lugar sobre la naturaleza de la relación entre la capital de los toltecas y la ciudad yucateca.

#### Pirámide de Tlahuizcalpantecuhtli (Pirámide B)

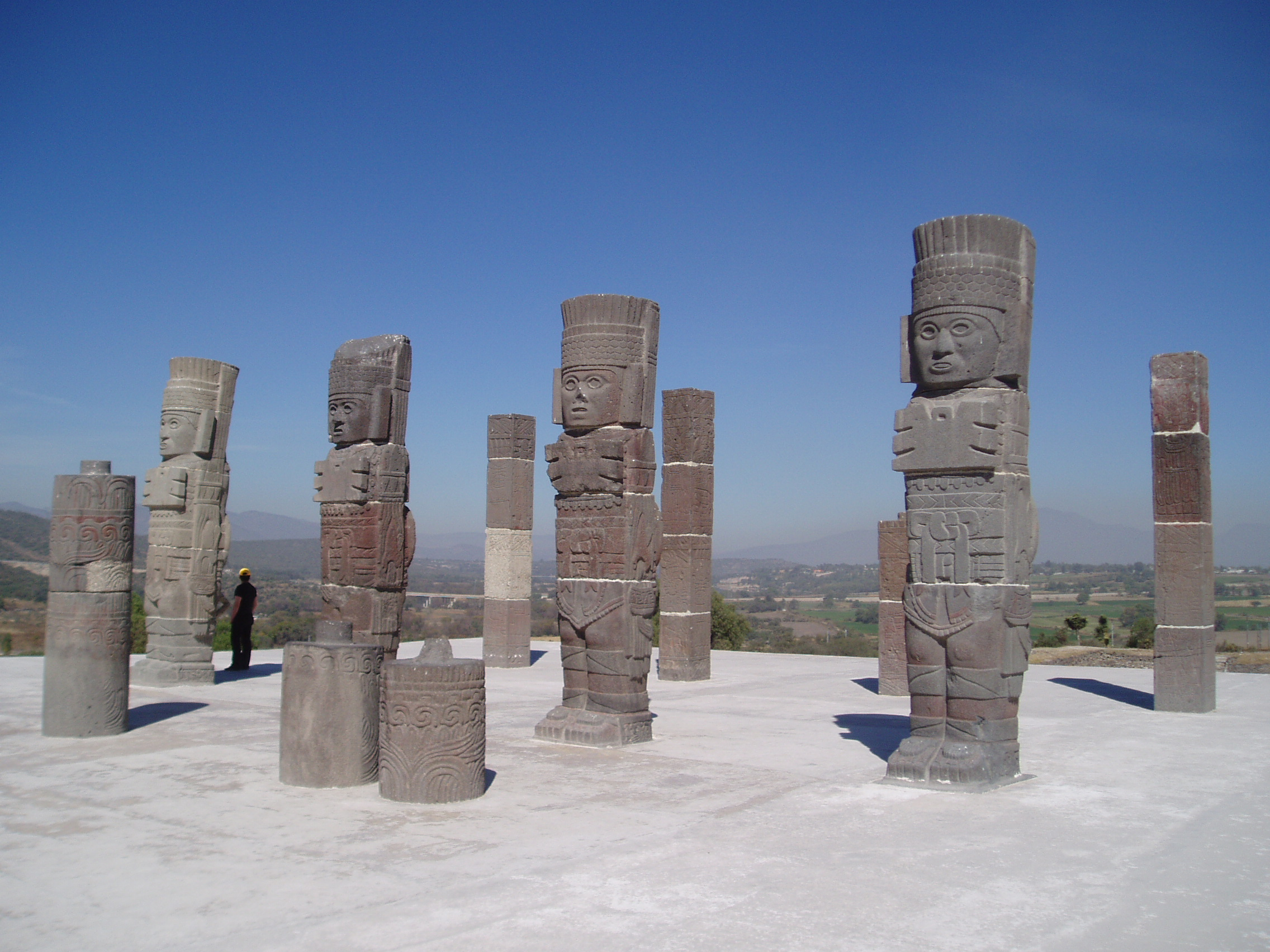
Vista de los Atlantes, las Pilastras y las Columnas Serpentinas en la cúspide de la Pirámide B.

La más conocida de las edificaciones de Tula Grande es la Pirámide  B o de Tlahuizcalpantecuhtli —una de las advocaciones de Quetzalcóatl, dios tutelar de la ciudad de Tollan-Xicocotitlan—. Se trata de una plataforma compuesta por cinco cuerpos trunco-piramidales, en cuya cima se encuentran los llamados atlantes de Tula. La mayor parte de las esculturas que coronan este edificio fueron halladas durante la temporada de investigaciones encabezada por Jorge Acosta y su equipo en 1941. Este edificio es de suma importancia puesto que en él se encuentra la más antigua de las representaciones de Tezcatlipoca en el Altiplano Central mexicano, lo que da prueba del origen nahua del culto a esta deidad. La construcción de la Pirámide B de Tula Grande debió iniciar en la fase Tollan (ss. IX-XII d. C.) tras el incendio que puso fin al primer asentamiento de Tula Chico, que como se ha dicho está relacionado con el Epiclásico del Centro de México y la difusión de la cerámica Coyotlatelco en la región. 
En la parte superior de la plataforma debió existir un templo, como lo muestran las esculturas que coronan la pirámide desde su restauración. Los atlantes de Tula, cuatro esculturas emblemáticas de la zona arqueológica, son representaciones de guerreros toltecas, ataviados con un pectoral de mariposa, átlatl, dardos, un cuchillo de pedernal y un arma curva que es muy característica de las representaciones guerreras de la cultura tolteca. Otros elementos arquitectónico-iconográficos de esta construcción son muestra de la relación de este edificio con el culto a Quetzalcóatl. Por ejemplo, las llamadas columnas serpentinas están decoradas por una serpiente emplumada, que tal era el significado del nombre de Quetzalcóatl. Por otra parte, las pilastras —ubicadas una detrás de cada uno de los atlantes— contienen representaciones que parecen alusivas al enfrentamiento entre Quetzalcóatl y Tezcatlipoca, su eterno rival de acuerdo con la mitología nahua. En la pilastra 3, hay representaciones de dos personajes ataviados de guerreros, que portan símbolos distintivos de Tezcatlipoca y Quetzalcóatl. Sobre este último se encuentra una representación de Tláloc, señor de la lluvia.

Vista panorámica de 360° de Tula, como se ve desde la Pirámide B.

#### Palacio Quemado (Edificio C)

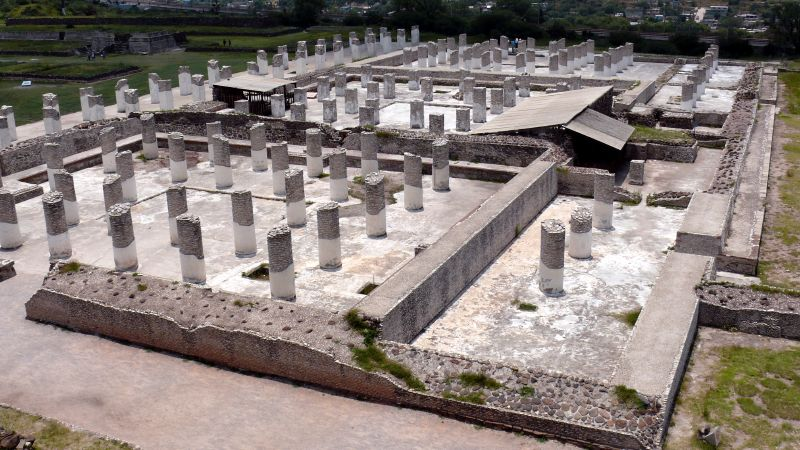
El Palacio Quemado, visto desde la cúspide de la Pirámide B.

Nombrado Edificio 3 por Jorge Acosta, primer arqueólogo en investigar sistemáticamente la zona arqueológica, los restos del Palacio Quemado constituyen uno de los edificios más característicos de Tula, tanto por las innovaciones arquitectónicas que incorpora, como por las funciones que se le atribuyen y su enorme parecido al Palacio de las Columnas de Chichén Itzá. El Palacio Quemado toma este nombre de los indicios del gran incendio que destruyó el centro administrativo de Tollan-Xicocotitlan hacia el ocaso de la capital tolteca. Consta de tres salas cuya techumbre era sostenida por columnas de piedra. Esta es la característica más original del edificio, puesto que construcciones similares en Mesoamérica fuera del Área Maya solo se las ha encontrado en el Norte de Mesoamérica, abandonado por los pueblos agricultores por el tiempo en que Tollan-Xicocotitlan comenzaba su apogeo. Cada una de las salas del edificio estaba organizada alrededor de un patio que poseía un impluvio.
A pesar de recibir el nombre de Palacio, desde la tempranas investigaciones, Acosta notó la ausencia de áreas de residencia al interior del edificio, por lo cual descartó la posibilidad de que ahí residiera la familia gobernante. El edificio tiene más bien por función ser la principal sede de consejos para tratar los asuntos públicos del estado Tollan. Así lo denotan las banquetas asiento en el interior de las salas 1 y 2. Las banquetas-asiento son bancas que se sitúan perimetralmente en las salas, y cuya figura en perfil recuerdan los teoicpalli, asientos de la realeza mexica. Por esta razón, varios autores han considerado que las banquetas del Palacio Quemado funcionaron como tronos, y que en sus salas se llevaban a cabo importantes reuniones por parte de los mandatarios de los distintos sectores de la ciudad.
Como la Pirámide B, el Palacio Quemado también posee importantes elementos iconográficos, que desde ciertas perspectivas, podrían arrojar como interpretación final de los descubrimientos arqueológicos una asociación este edificio y ciertos rituales relacionados con la guerra y el señor de la ciudad. Especialmente importantes son los hallazgos del Chac Mool de Tula, el disco de turquesa y la coraza de concha y caracoles que fueron descubiertos en la Sala 2 del palacio. El Chac Mool lleva en uno de sus brazos un cuchillo de pedernal y en el pecho un pectoral de mariposa, equivalentes a los que aparecen en los atavíos de los Atlantes de la Pirámide B. La presencia de los impluvios en las salas del edificio, así como la presencia del Chac Mool y el Tláloc guerrero de la Pilastra 3 de la Pirámide B, parecen señalar que en el Palacio Quemado se realizaban rituales asociados con el culto a Tláloc, que podría ser de origen teotihuacano. Por otra parte, los cuauhxicalli y los discos solares representados en los restos de los frisos que adornaron este palacio, en compañía con el disco de turquesa parecen indicar que el Palacio Quemado estaba vinculado con la práctica de sacrificios humanos en la capital tolteca. Dos de estos discos han sido recuperados como parte de ofrendas constructivas en el patio de las salas 1 y 2 del Palacio Quemado.

#### El Coatepantli

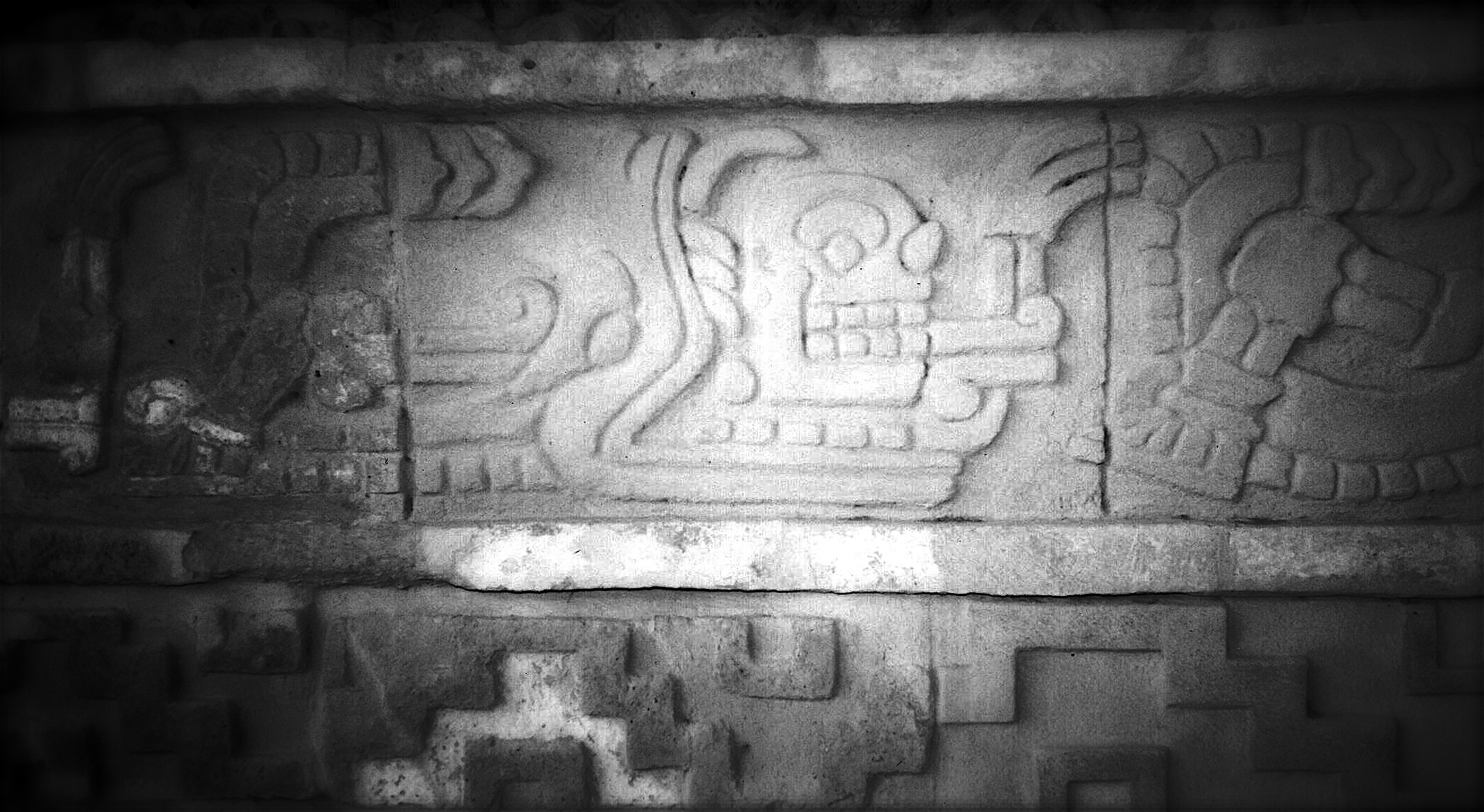
Detalle de una de las serpientes del Coatepantli de Tula Grande.

El Coatepantli (del náhuatl: cóatl-pantli ‘serpiente-pared’‘Muro de las Serpientes’) es un muro que rodea el recinto sagrado de Tollan-Xicocotitlan. Los restos de este muro se encuentran en la parte trasera de la Pirámide B, y separan a esta plataforma del Juego de Pelota 1, el mejor conservado de la ciudad. Como su nombre lo indica, el Cotepantli está dominado por las representaciones de serpientes. De las fauces de estos animales, asoman esqueletos. Acompañan esta procesión de serpientes los relieves de águilas y jaguares que son alusivos de la actividad militar mesoamericana. El Coatepantli estaba coronado por caracolas de piedra estilizadas. Estos motivos están asociados con el dios Quetzalcóatl, en su advocación de Ehécatl, señor del viento.
Como elemento arquitectónico, la presencia del Coatepantli en Tula Grande es otra innovación en el diseño urbanístico de la metrópoli militar del Estado tolteca. Siglos más tarde, este elemento se repetirá en el diseño de las ciudades de Tenayuca (en el actual estado de México, capital de un importante señorío teochichimeca) y México-Tenochtitlan.

## Relaciones entre Tollan-Xicocotitlan y Chichén Itzá

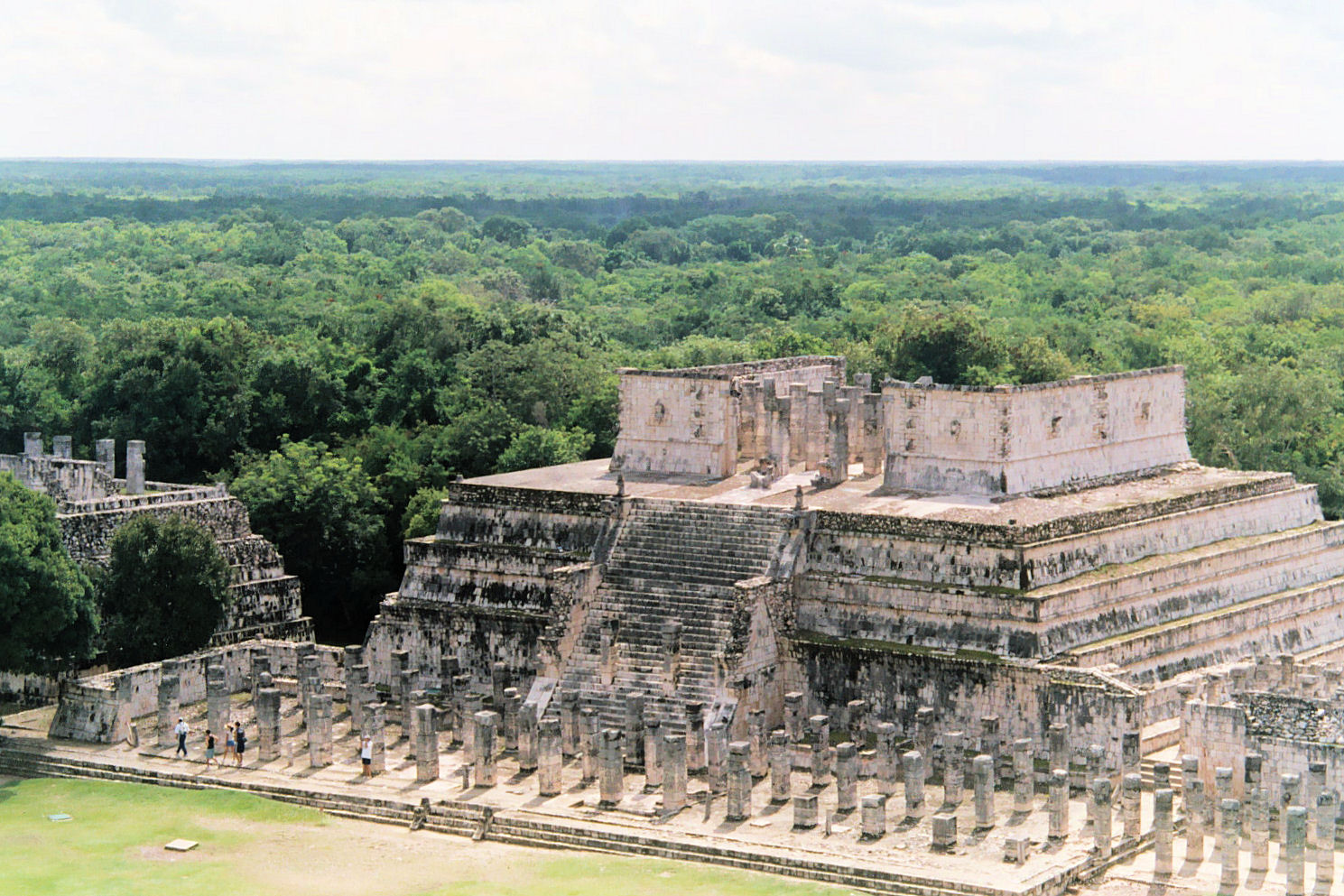
Especialmente notable por su parecido con la disposición de la Pirámide de Tlahuizcalpantecuhtli y su vestíbulo (en Tula) es el Templo de los Guerreros de Chichén Itzá. Tanto el edificio de Tula como el de Chichén poseen numerosas alusiones al ciclo épico de Quetzalcóatl.

Uno de los temas más controversiales en los que tenga parte la antigua capital tolteca es el de su relación con Chichén Itzá. Las similitudes entre ambas ciudades han llevado a plantear diversas hipótesis acerca de la naturaleza de los vínculos entre ambas, aunque ninguna cuenta con el completo apoyo de los especialistas en la materia. Fue Désiré Charnay quien por primera vez advirtió que la disposición de las plazas principales de Tula y Chichén eran bastante parecidas. Se le debe a él la hipótesis más conocida —desechada en la actualidad— según la cual, la ciudad maya del Puuc fue fundada por los toltecas. Esto era coherente con el mito de la expulsión de Quetzalcóatl de la ciudad de Tollan, a la que se dio en identificar con Tollan-Xicocotitlan. 
Una hipótesis contraria —igualmente desechada— sostenía que los mayas penetraron al Altiplano antes del apogeo de Tula. Linda Manzanilla y Leonardo López Luján sostienen en su Atlas (1999) que los nonoalcas son originarios de la costa tabasqueña del golfo de México, que en tiempos precolombinos como en la actualidad fue ocupado por grupos mayenses. Esto parece muy probable, en tanto que la presencia de grupos mayanizados en el Centro de México está documentada en el Epiclásico en sitios como Xochicalco (Valle de Morelos) o Cacaxtla (Valle de Puebla-Tlaxcala); amén de la naturaleza multiétnica de las ciudades del Posclásico Temprano en el que floreció Tula, aunque el papel que los grupos provenientes del Área Maya en el florecimiento de Tollan-Xicocotitlan no parece ser muy claro para los especialistas.
Aunque Wigberto Moreno (1941) y Nigel Davies (1977) señalan que la Tollan de las fuentes históricas indígenas de las que se rescató la leyenda de Quetzalcóatl era la misma ciudad de Tollan-Xicocotitlan —identificación realizada con base en la descripción del entorno geográfico de la ciudad—, López Austin y López Luján (2001) y Florescano han señalado que no hay bases suficientes para afirmar que la leyenda de la huida de Quetzalcóatl de Tollan haya tenido como escenario la ciudad tolteca. Desde su posición, tampoco se puede sostener que haya sido el mismo Quetzalcóatl (Kukulcán para los mayas) quien, en compañía de sus desterrados seguidores, fundará la capital itzá. Los dos primeros investigadores afirman que las semejanzas entre Tula y Chichén Itzá son el resultado de la difusión de un fenómeno político, social y cultural al que llamaron zuyuano. El mito de Quetzalcóatl, desde esta perspectiva, habría servido tanto en Tula como en Chichén Itzá, como un discurso de legitimación del poder político de las élites locales, en el marco de unas metrópolis con una alta diversidad étnica. El mismo fenómeno habría sido experimentado en la Mixteca, donde Ocho Venado apela claramente a su relación con la Serpiente Emplumada como hijo del sacerdote de su templo en Tilantongo. De ahí que las constantes referencias a Quetzalcóatl y las similitudes arquitectónicas entre Tula y Chichén Itzá pudieran tener como telón de fondo, de acuerdo con los autores de Mito y realidad de Zuyuá, una intencionalidad más bien geopolítica.